# Unfold Yourself
《Unfold Yourself》는 밴드 고메즈의 보컬이자 기타리스트인 이언 볼이 2013년 5월 31일에 발표한 두 번째 정규 음반이다.

## 트랙 리스트
1. "One More State" - 3:51
2. "Open Sesame" - 3:50
3. "Open Night" - 5:03
4. "Memory Test" - 3:55
5. "Clearer" - 3:51
6. "Living Longer" - 4:38
7. "Rocket Science" - 4:46
8. "Changer" - 3:58